# Laguna Parinacota (Isluga)
La laguna Parinacota es un lago ubicado en la Región de Tarapacá. Tiene unos 2,5 km² de superficie, es de fondo pantanoso, está cubierta de una materia salina de color blanco, ofrece poco pasto en sus alrededores, recibe varios arroyos de escaso caudal por el lado sur i se encuentra a 4100 m de altitud al pie de la sierra de Uscana, desagua topográficamente a las cabeceras del río Chaguane, que es el origen del río Arabilla.: 177, 634 : 13 
No debe ser confundida con el bofedal de Parinacota que, ubicada más al norte, es el origen del río Lauca.

## Historia
Luis Risopatrón lo describe en su Diccionario Jeográfico de Chile de 1924:: 634 
Parinacota (Laguna de) 19° 15' 69° 01'. Tiene unos 2,5 km² de superficie, es de fondo pantanoso, está cubierta de una materia salina de color blanco, ofrece poco pasto en sus alrededores, recibe varios arroyos de escaso caudal por el lado S i se encuentra a 4 100 m de altitud, al pié N de la sierra de Uscana; desagua topográficamente a las cabeceras del rio Chaguane. 63, p. 80; 77, p. 67; 87, p. 668; 88, IV, p. 76; 116, p. 208, 272 i 273; 134; i 156; i de Pariñas o Parinacota en 95, p. 97.